# Scherma ai Giochi della XIX Olimpiade - Spada individuale maschile
La competizione della spada individuale maschile  di scherma ai Giochi della XIX Olimpiade si tenne nei giorni 21 e 22 ottobre 1968 alla "Sala d’arme Fernando Montes de Oca" di Città del Messico.
La vittoria  è andata all’ungherese  Győző Kulcsár, che ha dominato il torneo vincendo quasi tutti gli assalti. L’unica sconfitta, avvenuta nel girone finale, da parte del campione uscente il sovietico Grigorij Kriss che ha conquistato l'argento, davanti all'italiano Gianluigi Saccaro bronzo.

## Programma
| Data            | Round                | Note                                        |
| --------------- | -------------------- | ------------------------------------------- |
| 21 ottobre 1968 | 1º turno             | 12 gruppi i primi quattro passano il turno. |
| 21 ottobre 1968 | 2º turno             | 8 gruppi i primi quattro passano il turno.  |
| 22 ottobre 1968 | Eliminazione diretta | I restanti quattro al girone finale         |
| 22 ottobre 1968 | Ripescaggi           | I restanti due in finale                    |
| 22 ottobre 1968 | Girone finale        |                                             |

## Risultati

### Primo Turno
| Pos. | Atleta               | Nazione          | V. | S. | SF | SC | Nota |
| ---- | -------------------- | ---------------- | -- | -- | -- | -- | ---- |
| 1    | Aleksej Nikančikov   | Unione Sovietica | 5  | 0  | 25 | 9  | Q    |
| 2    | Herbert Polzhuber    | Austria          | 4  | 1  | 24 | 17 | Q    |
| 3    | Ernesto Fernández    | Messico          | 2  | 3  | 15 | 18 | Q    |
| 4    | Klaus Dumke          | Germania Est     | 2  | 3  | 19 | 21 | Q    |
| 5    | Ahmed Zein El-Abidin | Rep. Araba Unita | 2  | 3  | 17 | 21 |      |
| 6    | Michael Ryan         | Irlanda          | 0  | 5  | 11 | 25 |      |

| Pos. | Atleta            | Nazione          | V. | S. | SF | SC | Nota |
| ---- | ----------------- | ---------------- | -- | -- | -- | -- | ---- |
| 1    | Franz Rompza      | Germania Ovest   | 5  | 0  | 25 | 15 | Q    |
| 2    | David Micahnik    | Stati Uniti      | 3  | 2  | 19 | 16 | Q    |
| 3    | Grigorij Kriss    | Unione Sovietica | 3  | 2  | 20 | 18 | Q    |
| 4    | Peter Bakonyi     | Canada           | 2  | 3  | 21 | 19 | Q    |
| 5    | Ali Chekr         | Libano           | 1  | 4  | 14 | 21 |      |
| 6    | José Antonio Díaz | Cuba             | 1  | 4  | 13 | 23 |      |

| Pos. | Atleta                | Nazione    | V. | S. | SF | SC | Nota |
| ---- | --------------------- | ---------- | -- | -- | -- | -- | ---- |
| 1    | Roland Losert         | Austria    | 5  | 0  | 25 | 10 | Q    |
| 2    | Omar Vergara          | Argentina  | 3  | 2  | 20 | 17 | Q    |
| 3    | Jacques Ladègaillerie | Francia    | 2  | 3  | 16 | 18 | Q    |
| 4    | Silvio Fernández      | Venezuela  | 2  | 3  | 16 | 19 | Q    |
| 5    | José Pinheiro         | Portogallo | 2  | 3  | 15 | 23 |      |
| 6    | Darío Amaral          | Brasile    | 1  | 4  | 17 | 22 |      |

| Pos. | Atleta              | Nazione    | V. | S. | SF | SC | Nota |
| ---- | ------------------- | ---------- | -- | -- | -- | -- | ---- |
| 1    | Csaba Fenyvesi      | Ungheria   | 6  | 0  | 30 | 11 | Q    |
| 2    | Gianfranco Paolucci | Italia     | 4  | 2  | 26 | 21 | Q    |
| 3    | Valeriano Pérez     | Messico    | 3  | 3  | 25 | 22 | Q    |
| 4    | Ștefan Haukler      | Romania    | 3  | 3  | 24 | 23 | Q    |
| 5    | Russell Hobby       | Australia  | 3  | 3  | 23 | 23 |      |
| 6    | Francisco da Silva  | Portogallo | 2  | 4  | 20 | 24 |      |
| 7    | José Miguel Pérez   | Porto Rico | 0  | 6  | 6  | 30 |      |

| Pos. | Atleta              | Nazione   | V. | S. | SF | SC | Nota |
| ---- | ------------------- | --------- | -- | -- | -- | -- | ---- |
| 1    | Michel Constandt    | Belgio    | 4  | 1  | 23 | 14 | Q    |
| 2    | Rudolf Trost        | Austria   | 4  | 1  | 24 | 21 | Q    |
| 3    | Bohdan Andrzejewski | Polonia   | 3  | 2  | 23 | 17 | Q    |
| 4    | Alexandre Bretholz  | Svizzera  | 2  | 3  | 19 | 23 | Q    |
| 5    | Khalil Kallas       | Libano    | 1  | 4  | 18 | 22 |      |
| 6    | Graeme Jennings     | Australia | 1  | 4  | 14 | 24 |      |

| Pos. | Atleta            | Nazione       | V. | S. | SF | SC | Nota |
| ---- | ----------------- | ------------- | -- | -- | -- | -- | ---- |
| 1    | Ralph Johnson     | Gran Bretagna | 4  | 1  | 20 | 14 | Q    |
| 2    | Bogdan Gonsior    | Polonia       | 3  | 2  | 20 | 13 | Q    |
| 3    | Peter Lötscher    | Svizzera      | 3  | 2  | 21 | 16 | Q    |
| 4    | Florent Bessemans | Belgio        | 2  | 3  | 15 | 19 | Q    |
| 5    | Bill Ronald       | Australia     | 2  | 3  | 18 | 20 |      |
| 6    | Guillermo Obeid   | Argentina     | 1  | 4  | 12 | 24 |      |

| Pos. | Atleta             | Nazione      | V. | S. | SF | SC | Nota |
| ---- | ------------------ | ------------ | -- | -- | -- | -- | ---- |
| 1    | Győző Kulcsár      | Ungheria     | 5  | 0  | 25 | 12 | Q    |
| 2    | Hans-Peter Schulze | Germania Est | 4  | 1  | 23 | 17 | Q    |
| 3    | Henryk Nielaba     | Polonia      | 2  | 3  | 18 | 16 | Q    |
| 4    | Stephen Netburn    | Stati Uniti  | 2  | 3  | 18 | 21 | Q    |
| 5    | João de Abreu      | Portogallo   | 1  | 4  | 15 | 22 |      |
| 6    | Alberto Balestrini | Argentina    | 1  | 4  | 13 | 24 |      |

| Pos. | Atleta            | Nazione     | V. | S. | SF | SC | Nota |
| ---- | ----------------- | ----------- | -- | -- | -- | -- | ---- |
| 1    | Paul Pesthy       | Stati Uniti | 4  | 1  | 20 | 16 | Q    |
| 2    | Gianluigi Saccaro | Italia      | 3  | 2  | 20 | 11 | Q    |
| 3    | Orvar Lindwall    | Svezia      | 3  | 2  | 21 | 16 | Q    |
| 4    | Carlos Couto      | Brasile     | 3  | 2  | 17 | 16 | Q    |
| 5    | Dag Midling       | Norvegia    | 2  | 3  | 15 | 22 |      |
| 6    | Tănase Mureşanu   | Romania     | 0  | 5  | 13 | 25 |      |

| Pos. | Atleta               | Nazione       | V. | S. | SF | SC | Nota |
| ---- | -------------------- | ------------- | -- | -- | -- | -- | ---- |
| 1    | Bill Hoskyns         | Gran Bretagna | 4  | 1  | 21 | 19 | Q    |
| 2    | Harry Fiedler        | Germania Est  | 3  | 2  | 19 | 14 | Q    |
| 3    | Jean-Pierre Allemand | Francia       | 3  | 2  | 22 | 16 | Q    |
| 4    | Magdy Conyd          | Canada        | 3  | 2  | 19 | 17 | Q    |
| 5    | Dicki Sörensen       | Svezia        | 2  | 3  | 17 | 18 |      |
| 6    | Manuel González      | Cuba          | 0  | 5  | 11 | 25 |      |

| Pos. | Atleta            | Nazione   | V. | S. | SF | SC | Nota |
| ---- | ----------------- | --------- | -- | -- | -- | -- | ---- |
| 1    | Zoltán Nemere     | Ungheria  | 4  | 1  | 21 | 13 | Q    |
| 2    | Lars-Erik Larsson | Svezia    | 4  | 1  | 24 | 14 | Q    |
| 3    | Gustavo Oliveros  | Cuba      | 2  | 3  | 18 | 20 | Q    |
| 4    | Colm O'Brien      | Irlanda   | 2  | 3  | 18 | 21 | Q    |
| 5    | Claude Bourquard  | Francia   | 2  | 3  | 19 | 22 |      |
| 6    | Félix Piñero      | Venezuela | 1  | 4  | 14 | 24 |      |

| Pos. | Atleta              | Nazione        | V. | S. | SF | SC | Nota |
| ---- | ------------------- | -------------- | -- | -- | -- | -- | ---- |
| 1    | Fritz Zimmermann    | Germania Ovest | 3  | 1  | 17 | 14 | Q    |
| 2    | Jan von Koss        | Norvegia       | 2  | 2  | 18 | 14 | Q    |
| 3    | Michel Steininger   | Svizzera       | 2  | 2  | 18 | 16 | Q    |
| 4    | Claudio Francesconi | Italia         | 2  | 2  | 15 | 16 | Q    |
| 5    | Gerry Wiedel        | Canada         | 1  | 3  | 10 | 18 |      |

| Pos. | Atleta              | Nazione          | V. | S. | SF | SC | Nota |
| ---- | ------------------- | ---------------- | -- | -- | -- | -- | ---- |
| 1    | Dieter Jung         | Germania Ovest   | 4  | 1  | 23 | 10 | Q    |
| 2    | Viktor Modzalevskij | Unione Sovietica | 3  | 2  | 23 | 16 | Q    |
| 3    | Nicholas Halsted    | Gran Bretagna    | 3  | 2  | 20 | 21 | Q    |
| 4    | Carlos Calderón     | Messico          | 2  | 3  | 14 | 22 | Q    |
| 5    | Arthur Cramer       | Brasile          | 2  | 3  | 18 | 23 |      |
| 6    | Alberto Varela      | Uruguay          | 1  | 4  | 16 | 22 |      |

### Secondo turno
| Pos. | Atleta               | Nazione          | V. | S. | SF | SC | Nota |
| ---- | -------------------- | ---------------- | -- | -- | -- | -- | ---- |
| 1    | Aleksej Nikančikov   | Unione Sovietica | 4  | 1  | 25 | 15 | Q    |
| 2    | Jean-Pierre Allemand | Francia          | 4  | 1  | 24 | 15 | Q    |
| 3    | Gianluigi Saccaro    | Italia           | 3  | 2  | 22 | 18 | Q    |
| 4    | Peter Bakonyi        | Canada           | 2  | 3  | 18 | 21 | Q    |
| 5    | Harry Fiedler        | Germania Est     | 1  | 4  | 14 | 21 |      |
| 6    | Valeriano Pérez      | Messico          | 1  | 4  | 10 | 23 |      |

| Pos. | Atleta             | Nazione        | V. | S. | SF | SC | Nota |
| ---- | ------------------ | -------------- | -- | -- | -- | -- | ---- |
| 1    | Hans-Peter Schulze | Germania Est   | 5  | 0  | 25 | 13 | Q    |
| 2    | Henryk Nielaba     | Polonia        | 3  | 2  | 22 | 16 | Q    |
| 3    | Franz Rompza       | Germania Ovest | 2  | 3  | 18 | 17 | Q    |
| 4    | Michel Steininger  | Svizzera       | 2  | 3  | 19 | 20 | Q    |
| 5    | Lars-Erik Larsson  | Svezia         | 2  | 3  | 18 | 22 |      |
| 6    | Silvio Fernández   | Venezuela      | 1  | 4  | 11 | 23 |      |

| Pos. | Atleta           | Nazione       | V. | S. | SF | SC | Nota |
| ---- | ---------------- | ------------- | -- | -- | -- | -- | ---- |
| 1    | Bogdan Gonsior   | Polonia       | 5  | 0  | 25 | 10 | Q    |
| 2    | Peter Lötscher   | Svizzera      | 3  | 2  | 19 | 19 | Q    |
| 3    | Klaus Dumke      | Germania Est  | 2  | 3  | 21 | 20 | Q    |
| 4    | Nicholas Halsted | Gran Bretagna | 2  | 3  | 18 | 22 | Q    |
| 5    | Jan von Koss     | Norvegia      | 2  | 3  | 16 | 23 |      |
| 6    | Roland Losert    | Austria       | 1  | 4  | 18 | 23 |      |

| Pos. | Atleta              | Nazione          | V. | S. | SF | SC | Nota |
| ---- | ------------------- | ---------------- | -- | -- | -- | -- | ---- |
| 1    | Viktor Modzalevskij | Unione Sovietica | 4  | 1  | 23 | 13 | Q    |
| 2    | Csaba Fenyvesi      | Ungheria         | 4  | 1  | 24 | 19 | Q    |
| 3    | Ștefan Haukler      | Romania          | 3  | 2  | 19 | 20 | Q    |
| 4    | Bohdan Andrzejewski | Polonia          | 2  | 3  | 20 | 19 | Q    |
| 5    | Rudolf Trost        | Austria          | 1  | 4  | 19 | 22 |      |
| 6    | Gustavo Oliveros    | Cuba             | 1  | 4  | 13 | 25 |      |

| Pos. | Atleta              | Nazione        | V. | S. | SF | SC | Nota |
| ---- | ------------------- | -------------- | -- | -- | -- | -- | ---- |
| 1    | Orvar Lindwall      | Svezia         | 4  | 1  | 24 | 19 | Q    |
| 2    | Michel Constandt    | Belgio         | 3  | 2  | 23 | 18 | Q    |
| 3    | Dieter Jung         | Germania Ovest | 3  | 2  | 21 | 19 | Q    |
| 4    | Alexandre Bretholz  | Svizzera       | 3  | 2  | 22 | 21 | Q    |
| 5    | Gianfranco Paolucci | Italia         | 2  | 3  | 22 | 18 |      |
| 6    | Colm O'Brien        | Irlanda        | 0  | 5  | 8  | 25 |      |

| Pos. | Atleta                | Nazione       | V. | S. | SF | SC | Nota |
| ---- | --------------------- | ------------- | -- | -- | -- | -- | ---- |
| 1    | Zoltán Nemere         | Ungheria      | 4  | 1  | 22 | 13 | Q    |
| 2    | Stephen Netburn       | Stati Uniti   | 3  | 2  | 20 | 17 | Q    |
| 3    | Jacques Ladègaillerie | Francia       | 3  | 2  | 20 | 18 | Q    |
| 4    | Ralph Johnson         | Gran Bretagna | 2  | 3  | 19 | 19 | Q    |
| 5    | Carlos Calderón       | Messico       | 2  | 3  | 15 | 21 |      |
| 6    | Omar Vergara          | Argentina     | 1  | 4  | 16 | 24 |      |

| Pos. | Atleta              | Nazione        | V. | S. | SF | SC | Nota |
| ---- | ------------------- | -------------- | -- | -- | -- | -- | ---- |
| 1    | Győző Kulcsár       | Ungheria       | 5  | 0  | 25 | 12 | Q    |
| 2    | Ernesto Fernández   | Messico        | 3  | 2  | 20 | 18 | Q    |
| 3    | Florent Bessemans   | Belgio         | 2  | 3  | 18 | 20 | Q    |
| 4    | Fritz Zimmermann    | Germania Ovest | 2  | 3  | 18 | 22 | Q    |
| 5    | Claudio Francesconi | Italia         | 2  | 3  | 21 | 23 |      |
| 6    | David Micahnik      | Stati Uniti    | 1  | 4  | 15 | 22 |      |

| Pos. | Atleta            | Nazione          | V. | S. | SF | SC | Nota |
| ---- | ----------------- | ---------------- | -- | -- | -- | -- | ---- |
| 1    | Grigorij Kriss    | Unione Sovietica | 4  | 1  | 25 | 14 | Q    |
| 2    | Carlos Couto      | Brasile          | 4  | 1  | 22 | 19 | Q    |
| 3    | Herbert Polzhuber | Austria          | 2  | 2  | 21 | 18 | Q    |
| 4    | Bill Hoskyns      | Gran Bretagna    | 2  | 2  | 21 | 19 | Q    |
| 5    | Paul Pesthy       | Stati Uniti      | 2  | 3  | 19 | 19 |      |
| 6    | Magdy Conyd       | Canada           | 0  | 5  | 6  | 25 |      |

### Eliminazione diretta

#### 1º Turno
| Vincente              | Vincente         | Risultato | Sconfitto          | Sconfitto      |
| Atleta                | Nazione          | Risultato | Atleta             | Nazione        |
| --------------------- | ---------------- | --------- | ------------------ | -------------- |
| Győző Kulcsár         | Ungheria         | n/d       | Florent Bessemans  | Belgio         |
| Ralph Johnson         | Gran Bretagna    | n/d       | Peter Lötscher     | Svizzera       |
| Stephen Netburn       | Stati Uniti      | n/d       | Michel Constandt   | Belgio         |
| Jacques Ladègaillerie | Francia          | n/d       | Dieter Jung        | Germania Ovest |
| Bogdan Gonsior        | Polonia          | n/d       | Nicholas Halsted   | Gran Bretagna  |
| Grigorij Kriss        | Unione Sovietica | n/d       | Ștefan Haukler     | Romania        |
| Jean-Pierre Allemand  | Francia          | n/d       | Fritz Zimmermann   | Germania Ovest |
| Hans-Peter Schulze    | Germania Est     | n/d       | Michel Steininger  | Svizzera       |
| Aleksej Nikančikov    | Unione Sovietica | n/d       | Klaus Dumke        | Germania Est   |
| Gianluigi Saccaro     | Italia           | n/d       | Bill Hoskyns       | Gran Bretagna  |
| Henryk Nielaba        | Polonia          | n/d       | Orvar Lindwall     | Svezia         |
| Zoltán Nemere         | Ungheria         | n/d       | Alexandre Bretholz | Svizzera       |
| Viktor Modzalevskij   | Unione Sovietica | n/d       | Ernesto Fernández  | Messico        |
| Franz Rompza          | Germania Ovest   | n/d       | Peter Bakonyi      | Canada         |
| Herbert Polzhuber     | Austria          | n/d       | Carlos Couto       | Brasile        |
| Csaba Fenyvesi        | Ungheria         | n/d       | Peter Bakonyi      | Canada         |

#### 2º Turno
| Vincente              | Vincente         | Risultato | Sconfitto          | Sconfitto        |
| Atleta                | Nazione          | Risultato | Atleta             | Nazione          |
| --------------------- | ---------------- | --------- | ------------------ | ---------------- |
| Győző Kulcsár         | Ungheria         | n/d       | Ralph Johnson      | Gran Bretagna    |
| Jacques Ladègaillerie | Francia          | n/d       | Stephen Netburn    | Stati Uniti      |
| Grigorij Kriss        | Unione Sovietica | n/d       | Bogdan Gonsior     | Polonia          |
| Jean-Pierre Allemand  | Francia          | n/d       | Hans-Peter Schulze | Germania Est     |
| Gianluigi Saccaro     | Italia           | n/d       | Aleksej Nikančikov | Unione Sovietica |
| Henryk Nielaba        | Polonia          | n/d       | Zoltán Nemere      | Ungheria         |
| Viktor Modzalevskij   | Unione Sovietica | n/d       | Franz Rompza       | Germania Ovest   |
| Herbert Polzhuber     | Austria          | n/d       | Csaba Fenyvesi     | Ungheria         |

#### 3º Turno
| Vincente            | Vincente         | Risultato | Sconfitto             | Sconfitto        |
| Atleta              | Nazione          | Risultato | Atleta                | Nazione          |
| ------------------- | ---------------- | --------- | --------------------- | ---------------- |
| Győző Kulcsár       | Ungheria         | n/d       | Jacques Ladègaillerie | Francia          |
| Grigorij Kriss      | Unione Sovietica | n/d       | Jean-Pierre Allemand  | Francia          |
| Gianluigi Saccaro   | Italia           | n/d       | Henryk Nielaba        | Polonia          |
| Viktor Modzalevskij | Unione Sovietica | n/d       | Viktor Modzalevskij   | Unione Sovietica |

### Recuperi

#### 1º Turno
| Vincente            | Vincente       | Risultato | Sconfitto          | Sconfitto      |
| Atleta              | Nazione        | Risultato | Atleta             | Nazione        |
| ------------------- | -------------- | --------- | ------------------ | -------------- |
| Peter Lötscher      | Svizzera       | n/d       | Florent Bessemans  | Belgio         |
| Michel Constandt    | Belgio         | n/d       | Dieter Jung        | Germania Ovest |
| Nicholas Halsted    | Gran Bretagna  | n/d       | Ștefan Haukler     | Romania        |
| Fritz Zimmermann    | Germania Ovest | n/d       | Michel Steininger  | Svizzera       |
| Klaus Dumke         | Germania Est   | n/d       | Bill Hoskyns       | Gran Bretagna  |
| Orvar Lindwall      | Svezia         | n/d       | Alexandre Bretholz | Svizzera       |
| Bohdan Andrzejewski | Polonia        | n/d       | Ernesto Fernández  | Messico        |
| Peter Bakonyi       | Canada         | n/d       | Carlos Couto       | Brasile        |

#### 2º Turno
| Vincente           | Vincente         | Risultato | Sconfitto           | Sconfitto     |
| Atleta             | Nazione          | Risultato | Atleta              | Nazione       |
| ------------------ | ---------------- | --------- | ------------------- | ------------- |
| Peter Lötscher     | Svizzera         | n/d       | Ralph Johnson       | Gran Bretagna |
| Stephen Netburn    | Stati Uniti      | n/d       | Michel Constandt    | Belgio        |
| Bogdan Gonsior     | Polonia          | n/d       | Nicholas Halsted    | Gran Bretagna |
| Fritz Zimmermann   | Germania Ovest   | n/d       | Hans-Peter Schulze  | Germania Est  |
| Aleksej Nikančikov | Unione Sovietica | n/d       | Klaus Dumke         | Germania Est  |
| Zoltán Nemere      | Ungheria         | n/d       | Orvar Lindwall      | Svezia        |
| Franz Rompza       | Germania Ovest   | n/d       | Bohdan Andrzejewski | Polonia       |
| Csaba Fenyvesi     | Ungheria         | n/d       | Peter Bakonyi       | Canada        |

#### 3º Turno
| Vincente           | Vincente         | Risultato | Sconfitto        | Sconfitto      |
| Atleta             | Nazione          | Risultato | Atleta           | Nazione        |
| ------------------ | ---------------- | --------- | ---------------- | -------------- |
| Peter Lötscher     | Svizzera         | n/d       | Stephen Netburn  | Stati Uniti    |
| Bogdan Gonsior     | Polonia          | n/d       | Fritz Zimmermann | Germania Ovest |
| Aleksej Nikančikov | Unione Sovietica | n/d       | Zoltán Nemere    | Ungheria       |
| Csaba Fenyvesi     | Ungheria         | n/d       | Franz Rompza     | Germania Ovest |

#### 4º Turno
| Vincente             | Vincente | Risultato | Sconfitto             | Sconfitto        |
| Atleta               | Nazione  | Risultato | Atleta                | Nazione          |
| -------------------- | -------- | --------- | --------------------- | ---------------- |
| Peter Lötscher       | Svizzera | n/d       | Jacques Ladègaillerie | Francia          |
| Jean-Pierre Allemand | Francia  | n/d       | Bogdan Gonsior        | Polonia          |
| Henryk Nielaba       | Polonia  | n/d       | Aleksej Nikančikov    | Unione Sovietica |
| Herbert Polzhuber    | Austria  | n/d       | Csaba Fenyvesi        | Ungheria         |

#### 5º Turno
| Vincente             | Vincente | Risultato | Sconfitto      | Sconfitto |
| Atleta               | Nazione  | Risultato | Atleta         | Nazione   |
| -------------------- | -------- | --------- | -------------- | --------- |
| Jean-Pierre Allemand | Francia  | n/d       | Peter Lötscher | Svizzera  |
| Herbert Polzhuber    | Austria  | n/d       | Henryk Nielaba | Polonia   |

### Girone Finale
| Pos.    | Atleta               | Nazione          | Vittorie | Stoccate | Incontri | Incontri | Incontri | Incontri | Incontri | Incontri | Barrage | Barrage | Barrage |
| Pos.    | Atleta               | Nazione          | Vittorie | Stoccate | KUL      | KRI      | SAC      | MOD      | POL      | ALL      | KUL     | KRI     | SAC     |
| ------- | -------------------- | ---------------- | -------- | -------- | -------- | -------- | -------- | -------- | -------- | -------- | ------- | ------- | ------- |
| Oro     | Győző Kulcsár        | Ungheria         | 4+2      | 14-24    | X        | S        | V        | V        | V        | V        | X       | 5-3     | 5-2     |
| Argento | Grigorij Kriss       | Unione Sovietica | 4+0      | 19-25    | V        | X        | S        | V        | V        | V        | 3-5     | X       | 5-5     |
| Bronzo  | Gianluigi Saccaro    | Italia           | 4+0      | 19-21    | S        | V        | X        | V        | V        | V        | 2-5     | 5-5     | X       |
| 4       | Viktor Modzalevskij  | Unione Sovietica | 2        | 23-20    | S        | S        | S        | X        | V        | V        |         |         |         |
| 5       | Herbert Polzhuber    | Austria          | 1        | 24-17    | S        | S        | S        | S        | X        | V        |         |         |         |
| 6       | Jean-Pierre Allemand | Francia          | 0        | 25-17    | S        | S        | S        | S        | S        | X        |         |         |         |